# Nguyễn Anh Dũng (diễn viên)
Anh Dũng, tên đầy đủ là Nguyễn Anh Dũng (10 tháng 2 năm 1951 - 30 tháng 4 năm 2015), là một nam diễn viên người Việt Nam. Ông được truy tặng danh hiệu Nghệ sĩ nhân dân năm 2015.

## Tiểu sử
Anh Dũng sinh năm 1951. Tuy quê quán của ông ở Hưng Yên nhưng lại được sinh ra và lớn lên ở Hà Nội.

## Sự nghiệp
Trong sự nghiệp diễn xuất, Anh Dũng thủ diễn hàng trăm vai chính trên cả sân khấu kịch và điện ảnh, qua đủ loại nhân vật đa dạng nghề nghiệp, tính cách, số phận, đã tạo dựng được vị trí vững chắc trong lòng khán giả trên cả nước.
Vai Ngọ trong vở kịch "Đâu có giặc là ta cứ đi", là vai diễn đầu tiên của Anh Dũng khi về làm việc tại Nhà hát Kịch Việt Nam. Sau đó, ông thành công với các vai diễn để đời khác như: vai Matsu trong vở "Kẻ sống ngoài vòng pháp luật", vai con cả ông Trương Ba trong "Hồn Trương Ba da hàng thịt",..
Ông từng là một trong những gương mặt nam được yêu mến với nhiều vai diễn ấn tượng trong các bộ phim kinh điển của điện ảnh Việt Nam như: Cô gái trên sông, Kỷ niệm đồi trăng...
Không chỉ tham gia diễn xuất, ông còn miệt mài viết kịch bản điện ảnh và sân khấu. Ông từng giữ chức Giám đốc Nhà hát Kịch Việt Nam. Nhưng sau khi người vợ của ông, nghệ sĩ Phương Thanh qua đời và cũng thôi giữ cương vị Giám đốc Nhà hát Kịch Việt Nam, nghệ sĩ Anh Dũng ít tham gia phim ảnh hơn.
Anh Dũng đến với nghệ thuật từ rất sớm. Năm 1965 là năm đầu tiên ông thường đi theo chị gái Tú Mai học nghệ thuật.
Cho đến khi ông học đại học Y Hà Nội năm thứ 2, ông đã trốn bố mẹ thi vào trường sân khấu. Gia đình biết chuyện đều phản đối ông theo học nghệ thuật, nhưng với niềm đam mê của mình, ông vẫn đi theo con đường nghệ thuật mình đã chọn.
Nhờ có chút tài lẻ biết đàn hát và từng tham gia sân khấu quần chúng từ thời còn học phổ thông nên ông đến với nghệ thuật một cách thuận lợi hơn.
Sau khi ông tốt nghiệp, giám đốc chỉ đạo nghệ thuật của Nhà hát Kịch lúc bấy giờ là nghệ sĩ Dương Ngọc Đức đã lựa chọn ông về làm diễn viên chính thức.

## Đời tư
Anh Dũng kết hôn hai lần. Năm 1979, ông quyết định lập gia đình với người vợ ít hơn mình 5 tuổi. Bà sinh năm 1956 và hoạt động phần lớn là tự do. 2 người yêu nhau qua một số anh em công nhân từ năm 1976. Nhưng chỉ sau 3 năm tìm hiểu, hai người quyết định cưới nhau. Tính đến tháng 6/1982, hai người đã có một con trai và một con gái. Năm 1984, hai người sinh đứa con thứ ba. Nhưng cuộc hôn nhân chỉ duy trì đến năm 1985 thì tan vỡ.
Vợ thứ hai của ông là diễn viên Phương Thanh (cùng sinh 1956), là diễn viên của Hãng Phim truyện Việt Nam, kết hôn vào năm 1986. Tuy nhiên, ngày 13 tháng 2 năm 2009, Phương Thanh đột ngột qua đời vì tai biến huyết áp cao khi chỉ mới 53 tuổi.

## Qua đời và tang lễ
Cuối tháng 3 năm 2015, nghệ sĩ Anh Dũng rơi vào trạng thái hôn mê sâu sau tai biến. Vào 4 giờ 19 phút 30 tháng 4 năm 2015, ông qua đời tại Bệnh viện Hữu nghị Việt – Xô. Lễ tang dành cho ông được tổ chức trọng thể theo nghi thức bình thường và chỉ trong 1 ngày duy nhất. Đó là vào ngày 5 tháng 5 năm 2015. Lễ viếng và truy điệu tại nhà tang lễ Bộ Quốc phòng, Hà Nội, sau đó thể theo di nguyện của ông và nguyện vọng của gia đình, ông được an táng tại nghĩa trang quê nhà, xã Mễ Sở, huyện Văn Giang, tỉnh Hưng Yên.

## Kịch
- Đâu có giặc là ta cứ đi
- Kẻ sống ngoài vòng pháp luật
- Hồn Trương Ba da hàng thịt (phiên bản kịch)

và nhiều vở kịch khác

## Phim

### Điện ảnh
- Cô gái trên sông
- Kỷ niệm đồi trăng

### Truyền hình
- Hoa cỏ may
- Cảnh sát hình sự: Bí mật của những cuộc đời
- Vệt nắng cuối trời
- Người Hà Nội
- Thế mới là cuộc đời